# Floresta Esporte Clube
El Floresta Esporte Clube es un equipo de fútbol de Brasil que juega en el Campeonato Brasileño de Serie C, la tercera división nacional, y en el Campeonato Cearense, la primera división del estado de Ceará.

## Historia
Fue fundado el 9 de noviembre de 1954 en la ciudad de Fortaleza del estado de Ceará, aunque prácticamente sus primeros años los pasó jugando en las categorías distritales hasta que se volvió un equipo profesional en 2015 e inmediatamente se afilió a la tercera división del Campeonato Cearense.
En tan solo dos temporadas en club consigue el ascenso a la segunda división del Campeonato Cearense, donde en su primera aparición en el segundo nivel gana el título de la Copa Fares Lopes, con lo que es el primer equipo de categoría inferior en ganar dicha copa.
Gracias a ello logró su clasificación para la Copa de Brasil de 2018, donde fue eliminado en la primera ronda por el Botafogo de Paraibá. En ese mismo año juega por primera vez en la primera división del Campeonato Cearense, temporada en la que terminó en cuarto lugar y así clasificó para el Campeonato Brasileño de Serie D por primera vez en su historia, mismo año en el que ganó la Copa de Campeones Cearenses por primera vez.

## Entrenadores
- Raimundo Vágner (diciembre de 2016–febrero de 2018)[4]
- Caé Cunha (julio de 2018-octubre de 2018)[5][6]
- Raimundo Vágner (interino- octubre de 2018–noviembre de 2018)[6]
- Paulinho Kobayashi (noviembre de 2018–mayo de 2019)[7][8]
- Raimundo Vágner (interino- mayo de 2019–junio de 2019)[8]
- Luan Carlos (junio de 2019–enero de 2020)[9][10]
- Leston Júnior (febrero de 2020–septiembre de 2021)[11][12]
- Daniel Rocha (interino- septiembre de 2021–?)[12]
- Ricardo Drubscky (diciembre de 2021–junio de 2022)[13][14]
- Gerson Gusmão (abril de 2023–junio de 2023)[15][16]
- Sérgio Soares (junio de 2023–agosto de 2023)[17][18]
- Fernando Alves (interino- agosto de 2023)[18]
- Matheus Costa (agosto de 2023–2023)[19]
- Felipe Surian (octubre de 2023–abril de 2024)[20][21]
- Marcelo Cabo (mayo de 2024–presente)[2]

## Palmarés
- Copa Fares Lopes: 1

2017
- Copa de Campeones Cearenses: 1

2018